# Ilomska
L'Ilomska est le plus grand affluent droit de la rivière Ugar. La source d’Ilomska (1 550 m) se trouve sur les pentes des montagnes de Vlašić (1 933 m). Sa longueur est d'environ 20 kilomètres.
L'Ilomska s'écoule entre les pentes de Zeznicka Greda (1 477 m) et de Javorak (1 499 m). Elle poursuit un cours très incurvé autour des montagnes Lisina (1 494 m) et Runjavica (1 316 m) à travers des forêts de conifères (Picea, Abies) ou des forêts mixtes de conifères et de hêtres. Son cours, au-dessous de Petrovo Polje (en français : la plaine de Petar), marque quelques larges courbes,,. Ses plus importants affluents sont Manatovac (grand ruisseau à proximité), Mala Ilomska (Petite Ilomska) et Devetero vrela (Neuf sources) sur la rive droite, et Crna Rijeka (Rivière Noire), à gauche. Au Ravni Omar (Les prairies de montagne), au pied de la Lisina, elle rentre dans l'intérieur des hauts plateaux étroits jusqu'au pont de Korićani, et suit un profond canyon au pied des Koricanske stijene, à gauche, et des Marica stijene (rochers de Marići), à droite.
Après deux chutes d’eau, l'Ilomska se jette dans l’Ugar, à quelques kilomètres en descendant vers le village de Vitovlje. La hauteur de la plus grande chute d’eau est d’environ 40 mètres et n’est pas visible à partir du plateau environnant. Dans cette nature sauvage, les chutes d’eau sont de plus en plus attrayantes pour les randonneurs, les touristes et les pêcheurs, et la paroi rocheuse verticale est utilisée pour la pratique de l'alpinisme.
Au-dessus d’Ilomska se trouve le village de Korićani, dans les falaises duquel s'est déroulé un massacre de plus de 200 Bosniaques et Croates, victimes de la police serbe et des forces de l'armée, le 21 août 1992. Ce massacre été condamné par le Tribunal pénal international pour l'ex-Yougoslavie.